# Cantonul Bully-les-Mines
Cantonul Bully-les-Mines este un canton din arondismentul Lens, departamentul Pas-de-Calais, regiunea Nord-Pas-de-Calais, Franța.

## Comune
| Comune          | Populație (1999) | Cod poștal | Cod INSEE |
| --------------- | ---------------- | ---------- | --------- |
| Bully-les-Mines | 12.045           | 62160      | 62186     |
| Mazingarbe      | 7.470            | 62670      | 62563     |